# Кастело (Савона)
Кастело (итал. Castello) је насеље у Италији у округу Савона, региону Лигурија.
Према процени из 2011. у насељу је живело 28 становника. Насеље се налази на надморској висини од 83 м.